# Mando Ramos
Armando Ramos, meglio conosciuto come Mando Ramos (Long Beach, 15 novembre 1948 – San Pedro, 6 luglio 2008), è stato un pugile statunitense, campione mondiale unanimemente riconosciuto dei pesi leggeri tra il 1968 e il 1970 e, nel 1972, campione mondiale WBC della medesima categoria.

## Carriera
Più alto della media dei pugili del suo peso, Ramos è in grado di combattere sia in guardia destra che in stazione ortodossa. Diventa professionista all'età di 17 anni appena compiuti battendo il connazionale Berlin Roberts il 18 novembre 1965. A 18 anni, in un match senza titolo in palio, batte a Los Angeles il giapponese Hiroshi Kobayashi, campione mondiale in carica dei pesi leggeri jr.. Gli si offre la rivincita con titolo in palio ma Ramos rifiuta per combattere nella categoria dei leggeri.
Ottiene allora la chance di combattere al Los Angeles Memorial Coliseum contro il dominicano Carlos Teo Cruz, campione mondiale indiscusso dei pesi leggeri, che aveva detronizzato il grande Carlos Ortiz. Perde con verdetto unanime ma per una sola ripresa secondo due giudici e tre riprese secondo il terzo. Il 18 febbraio 1969, sempre al Memorial Coliseum, si aggiudica però la rivincita per knock-out tecnico all’11º round, diventando così il più giovane campione mondiale dei pesi leggeri della storia.
Dopo averlo difeso mettendo KO al sesto round il giapponese Yoshiaki Numata, Ramos perde il titolo alla Sports Arena di Los Angeles il 3 marzo 1970 dai pugni del panamense Ismael Laguna per KOT al nono round . 
Il 5 novembre 1971, a Madrid, Ramos affronta, per il vacante titolo mondiale WBC dei pesi leggeri, lo spagnolo Pedro Carrasco. Lo mette quattro volte al tappeto ma, al dodicesimo round l'arbitro, giudicando irregolare una sua azione, lo squalifica assegnando la vittoria e la cintura di Campione del Mondo all’idolo di casa. 
Dopo tre mesi, alla Sports Arena, si disputa la rivincita (18 febbraio 1972). Mando Ramos riesce a riconquistare la cintura con verdetto controverso, rispettivamente di 7-6, 9-5 e 5-8 riprese a suo favore, secondo i cartellini dei tre giudici. Il suo regno però dura pochi mesi. Perde il titolo WBC a Los Angeles dai pugni del messicano Chango Carbona per KOT all’ottavo round. 
La sua carriera è frenata, oltre che dalla durezza dei combattimenti, anche dall’abuso di droga e alcol. Combatte ancora dieci match in due anni con cinque sconfitte, un pari e solo quattro vittorie. All'età di soli 24 anni, il 29 ottobre 1975, Ramos è costretto ad abbandonare la boxe.

### Dopo il ritiro
Con l'aiuto della moglie, Sylvia Van Hecke, Ramos riesce a disintossicarsi. Fonda l'organizzazione giovanile senza scopo di lucro B.A.A.D-Boxe contro alcol e droghe, e prepara al pugilato giovani a rischio nei centri urbani. Muore improvvisamente nella sua casa di San Pedro, in California, il 6 luglio 2008.